# 최기문 (야구인)
최기문(崔基文, 1973년 6월 10일 ~ )은 전 KBO 리그 롯데 자이언츠의 포수, 지명타자이자, 현 KBO 리그 수원 드림즈의 감독이다.

## 선수 시절

### OB 베어스시절
1996년에 1차 지명을 받아 입단하였으나 별 활약을 보여주지 못했다.

### 롯데 자이언츠시절
1998년 10월 23일에 롯데의 투수였던 차명주를 상대로 트레이드됐다.
2001년 당시 감독이었던 김명성과 타격코치였던 김무관의 권유로 스위치 히터로 변신했고, 그 결과는 데뷔 첫 3할 타율을 기록해 성공적인 기록을 남겼다.
2001년 한 경기에서 좌·우 타석 홈런이라는 대기록을 세웠다. 이는 1999년 같은 팀이었던 외야수 펠릭스 호세에 이어 KBO 리그 역대 2번째였다. 같은 해 5월 30일 한화전에서는 역대 74번째 한 경기 최다 안타인 5안타를 기록했다. 2003년에는 KBO로부터 페어플레이상을 받았다.
주전 포수였던 임수혁이 불의의 사고로 전력에서 이탈하자 2000년부터 6년간 팀의 주전 포수로 활약했으나, 2004년에는 병역 비리 사건에 연루돼 잠시 전력에서 이탈했다. 이듬해 정밀 검사를 받은 결과 완전히 면제 판정을 받아 복귀했지만 제 컨디션을 찾지 못했다. 2006년에는 부상으로 인해 1군에 오르지 못하고 주전 포수 자리를 강민호에게 넘겼다. 그 이후 선발 포수로 출장하는 일이 거의 없었고 대수비나 대타 또는 지명타자로 출장했다. 2009년 시즌 후 FA를 선언해 재계약했지만 2010년에는 허리 디스크 부상으로 인한 수술과 재활로 인해 2군에만 머물렀고, 시즌 후 당시 신임 감독이었던 양승호의 요청을 받아들여 현역에서 은퇴했다.

## 야구선수 은퇴 후
은퇴 후 곧바로 롯데 자이언츠의 배터리코치로 임명됐으나, 2013년 롯데 자이언츠가 포스트시즌 진출에 실패한 후 재계약에 실패했다.
이후 NC 다이노스로 이적했다. 2014년 시즌 후 배터리코치였던 강인권이 두산 베어스로 이적하며 그가 2015년부터 1군으로 승격됐다. 2024년에 파주 챌린저스 감독을 맡았다.

## 출신 학교
- 서울화곡초등학교
- 충암중학교
- 충암고등학교
- 원광대학교

## 통산 기록
| 년도 | 소속   | 타율  | 경기수 | 타수 | 안타 | 2루타 | 3루타 | 홈런 | 타점 | 득점 | 도루 | 도루실패 | 4사구 | 삼진 | 병살타 | 희생타 | 장타율 | 비고 |
| ---- | ------ | ----- | ------ | ---- | ---- | ----- | ----- | ---- | ---- | ---- | ---- | -------- | ----- | ---- | ------ | ------ | ------ | ---- |
| 1996 | OB     | 0.163 | 53     | 80   | 13   | 4     | 1     | 1    | 6    | 11   | 3    | 0        | 7     | 6    | 1      | 8      | 0.275  |      |
| 1997 | OB     | 0.233 | 75     | 129  | 30   | 2     | 1     | 1    | 10   | 14   | 3    | 2        | 8     | 23   | 1      | 5      | 0.287  |      |
| 1998 | OB     | 0.160 | 18     | 25   | 4    | 1     | 0     | 0    | 0    | 1    | 0    | 0        | 2     | 1    | 1      | 1      | 0.200  |      |
| 1999 | 롯데   | 0.284 | 95     | 190  | 54   | 13    | 1     | 5    | 19   | 32   | 3    | 4        | 16    | 25   | 3      | 6      | 0.442  |      |
| 2000 | 롯데   | 0.243 | 122    | 338  | 82   | 14    | 2     | 7    | 37   | 44   | 10   | 2        | 30    | 52   | 6      | 23     | 0.358  |      |
| 2001 | 롯데   | 0.304 | 127    | 385  | 117  | 16    | 2     | 7    | 47   | 54   | 8    | 5        | 47    | 52   | 6      | 19     | 0.410  |      |
| 2002 | 롯데   | 0.285 | 123    | 383  | 109  | 22    | 4     | 8    | 50   | 34   | 1    | 4        | 30    | 44   | 9      | 2      | 0.426  |      |
| 2003 | 롯데   | 0.294 | 119    | 347  | 102  | 20    | 2     | 2    | 41   | 33   | 6    | 5        | 38    | 27   | 1      | 7      | 0.380  |      |
| 2004 | 롯데   | 0.272 | 108    | 327  | 89   | 16    | 2     | 2    | 32   | 39   | 7    | 6        | 35    | 40   | 2      | 10     | 0.352  |      |
| 2005 | 롯데   | 0.192 | 94     | 177  | 34   | 7     | 1     | 0    | 10   | 15   | 3    | 1        | 22    | 29   | 5      | 10     | 0.243  |      |
| 2007 | 롯데   | 0.220 | 58     | 59   | 13   | 3     | 0     | 0    | 5    | 11   | 1    | 0        | 7     | 7    | 2      | 0      | 0.271  |      |
| 2008 | 롯데   | 0.225 | 29     | 40   | 9    | 0     | 1     | 0    | 3    | 2    | 0    | 1        | 3     | 4    | 3      | 1      | 0.275  |      |
| 2009 | 롯데   | 0.217 | 54     | 115  | 25   | 6     | 0     | 2    | 10   | 17   | 1    | 0        | 18    | 12   | 2      | 3      | 0.322  |      |
| 통산 | 14시즌 | 0.262 | 1075   | 2595 | 681  | 124   | 17    | 35   | 270  | 307  | 46   | 30       | 263   | 322  | 42     | 95     | 0.364  |      |

- 시즌 기록 중 굵은 글씨는 리그 1위